# César Portela

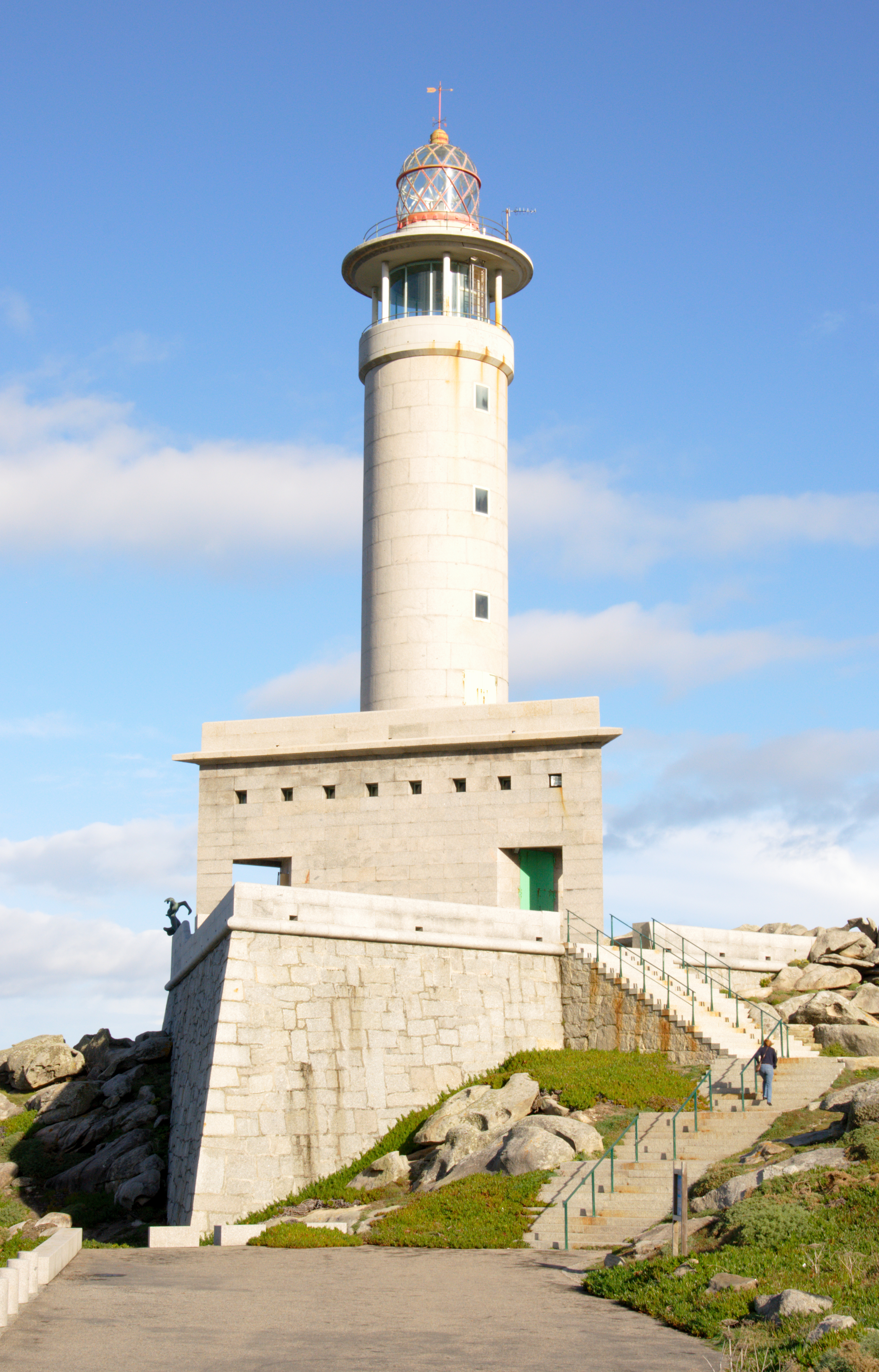
Leuchtturm an der Punta Nariga, entworfen von César Portela

César Portela Fernández-Jardón (* 18. April 1937 in Pontevedra) ist ein spanischer Architekt. 

## Werdegang
Portela studierte Architektur an der Hochschule für Architektur in Madrid und Barcelona ab. 1966 errang er die Lizenz zum Architektenberuf und 1968 die Promotion. Er lehrte weltweit als Gastprofessor an Universitäten in der ganzen Welt, unter ihnen die Hochschule für Architektur in Pamplona und Hochschulen in Nancy, Caracas, Lissabon und Weimar. Er wirkte in verschiedenen Architektur-Werkstätten und Seminaren mit. Unter anderem leitete er gemeinsam mit Aldo Rossi die Arbeitsgruppe von 1974 in Santiago de Compostela; ferner beteiligte er sich an den internationalen Architektur-Werkstätten von Neapel, Belfort und Caracas sowie an der IV. Architekturbiennale in Santander. In jüngerer Vergangenheit wirkte er am Seminario sobre Cultura y Naturaleza: Arquitectura y Paisaje mit, das die Universidad Internacional Menéndez Pelayo auf der Insel San Simón in der Ría de Vigo veranstaltete. Gemeinsam mit Óscar Tenreiro leitete er das Seminar für Architektur an der Universität Weimar.
Zuletzt arbeitete er am Lehrstuhl für Architekturprojekte an der Technischen Hochschule in A Coruña.

## Auszeichnungen
César Portela errang eine Reihe von internationalen Preisen und Auszeichnungen, darunter den Premio Nacional de Arquitectura de España für den Busbahnhof in Córdoba.

## Ausgewählte Werke
- Casa del Hombre in A Coruña, 1995, gemeinsam mit Arata Isozaki
- Leuchtturm auf der Punta Nariga, 1995
- Friedhof von Fisterra, 2002
- Museo del Mar de Galicia in Vigo, 2002, gemeinsam mit Aldo Rossi
- Busbahnhof von Córdoba, 1999
- Museo Verbum – Casa de las Palabras, Vigo, 2003
- Kongresszentrum[3] in A Coruña, 2003, gemeinsam mit Ricardo Bofill
- Centro Social Caixanova in Pontevedra
- Kongresszentrum[3] in Vigo, 2011
- Teatro Cine Fraga in Vigo, im Wiederaufbau
- Flughafenerweiterung in Vigo, im Bau